# Агатенбург
Агатенбург (њем. Agathenburg) општина је у њемачкој савезној држави Доња Саксонија. Једно је од 40 општинских средишта округа Штаде. Према процјени из 2010. у општини је живјело 1.133 становника. Посједује регионалну шифру (AGS) 3359001.

## Географија
Агатенбург се налази у савезној држави Доња Саксонија у округу Штаде. Општина се налази на надморској висини од 16 метара. Површина општине износи 11,3 km².

## Становништво
У самом мјесту је, према процјени из 2010. године, живјело 1.133 становника. Просјечна густина становништва износи 100 становника/km².